# دانيال بيريغان
دانيال بيريغان (بالإنجليزية: Daniel Berrigan) (و. 1921 – 2016 م) هو كاهن يسوع ,ناشط سلام مناهض للحرب وكاتب، وثيولوجي، وبروفيسور (أستاذ جامعي) من الولايات المتحدة . ولد في فيرجينيا .
وقد اعتبره الكثيرين لاسلطوياً مسيحياً.
توفي في في برونكس.
تظاهر بيريغان كالعديد من الناس في الستينيات بالتظاهر ضد حرب فيتنام ما أكسبه الازدراء والإعجاب بنفس الوقت، لكن ما أذاع صيته مشاركته في مظاهرة كاتونسفيل ناين، ووضعته على لائحة مكتب التحقيقات الفدرالي لأكثر المطلوبين (وهو الكاهن الأول في تاريخ اللائحة)، ووضعته على غلاف مجلة التايم، وفي السجن. كان نمط النضال الخاص به وروحانيته الراديكالية في خدمة العدالة الاجتماعية والسياسية واضحاً بما يكفي في ذلك الوقت «لصياغة تكتيكات مقاومة حرب فيتنام» في الولايات المتحدة.
بقي بيريغان لما تبقى من حياته واحداً من الرواد الناشطين الأمريكيين المناهضين للحرب؛ أسس عام 1980 حركة بلوشيرز، وهي مجموعة مناهضة للسلاح النووي أعادته إلى دائرة الضوء الوطنية، نال جوائز وكان مؤلفًا غزير الإنتاج (نحو 50 كتاباً)، وكان معلمًا ومدرساً جامعياً. رشحته الحائزة على جائزة نوبل للسلام عام 1976 مايريد ماجواير مع أخيه الناشط فيليب بيريغان عام 1998 لجائزة نوبل للسلام.

## النشأة
ولد بيريغان في مدينة فرجينيا بولاية مينيسوتا، وهو ابن فريدا بيريغان (كنيتها قبل الزواج فرومهارت) وهي تنحدر من أصول ألمانية، وتوماس بيريغان، وهو إيرلندي كاثوليكي من الجيل الثاني وعضو نشط في اتحاد التجارة. كان بيريغان الخامس من بين ستة أولاد، وكان أخوه الأصغر ناشط السلام الزميل فيليب بيريغان. انتقلت عائلته عندما كان بعمر الخامسة إلى سيراكيوز، نيويورك؛ وفي عام 1946 حاز بيريغان على إجازة جامعية من سانت أندرو أون هودسون، وهو معهد لاهوت يسوعي في هايد بارك، نيويورك؛ وفي عام 1952 نال درجة الماجستير من كلية وودستوك في بالتيمور، ماريلاند. كان مخلصاً للكنيسة الكاثوليكية في صباه، وانضم إلى اليسوعيين مباشرة بعد إنهائه الثانوية عام 1939 ورسم كهنوتيًا في 19 يوليو 1952.

## المسيرة المهنية
علّم بيريغان في مدرسة سانت بيتر الإعدادية في مدينة جيرسي بين عامي 1946 و1949؛ وفي عام 1954، عين لتعليم الفرنسية واللاهوت في مدرسة بروكلين اليسوعية الإعدادية؛ وفي عام 1957 عين مدرسا لدراسات العهد الجديد في كلية لي موين في سيراكوز، نيويورك؛ وفي ذات العام نال جائزة لامونت لكتاب قصائده "زمن بلا رقم"؛ نمت سمعته كراديكالي ديني يعمل بنشاط ضد الفقر وعلى تغيير العلاقة بين الكاهن وعامة الناس، وأسس أثناء وجوده في لي موين دارها الدولية.
وفي إجازة له من لي موين عام 1963، سافر إلى باريس والتقى اليسوعيين الفرنسيين الذين انتقدوا الظروف الاجتماعية والسياسية في فيتنام، وألهمه الأمر أن يؤسس مع أخيه فيليب جمعية السلام الكاثوليكية وهي مجموعة نظمت الاحتجاحات ضد الحرب في فيتنام.

## جوائز
حصل على جوائز منها:
- Gandhi Peace Award (1974)
- Pacem in Terris Award
- Pax Christi USA Pope Paul VI Teacher of Peace Award
- Thomas Merton Award
- War Resisters League Peace Award.

## روابط خارجية
- دانيال بيريغان على موقع IMDb (الإنجليزية)
- دانيال بيريغان على موقع الموسوعة البريطانية (الإنجليزية)
- دانيال بيريغان على موقع ميوزك برينز (الإنجليزية)
- دانيال بيريغان على موقع قاعدة بيانات برودواي على الإنترنت (الإنجليزية)
- دانيال بيريغان على موقع إن إن دي بي (الإنجليزية)
- دانيال بيريغان على موقع ديسكوغز (الإنجليزية)
- دانيال بيريغان على موقع قاعدة بيانات الفيلم (الإنجليزية)